# Премия Сада
Премия Сада (фр. prix Sade) — французская литературная премия, учреждённая в 2001 году на конференции поклонников творчества маркиза де Сада. Этой наградой отмечаются эротические произведения, которым «удаётся преодолеть любую цензуру и любой политический или моральный гнет».

## История
Создателями премии, призванной дать отсылку к маркизу де Саду и идеалам либертинажа, являются Лионель Арасиль (почетный президент) и Жан-Батист Блан, при участии писателя Фредерика Бегбедера, одно время входившего в состав жюри.
Награда, названная на France info «темной стороной литературных премий», присуждается ежегодно в конце сентября «в знак признания и почтения для (имярек), единственного и достойного человека, согласно определению его века. Либеральная аутентичность, которая сумеет, преодолев превратности революции и засилье морального порядка, разорвать тюремные ошейники как литературы, так и политики».
Лауреат провозглашается «современным артистом». При первом вручении премий в 2001 году награжденные также получили садомазохистские плетки-многохвостки, созданные Жаном-Полем Готье.
По состоянию на 2011 год в состав жюри премии входили: Лионель Арасиль (почетный президент), адвокат по авторскому праву Эмманюэль Пьера (президент), писатель-сценарист-постановщик Жан Стрефф (генеральный секретарь), и члены: Катрин Брейя, Катрин Коренже, Мари Л., Пьер Леруа, Катрин Мийе, Рюван Ожьен, Катрин Роб-Грийе, Лоранс Вьяле.
Помимо основной (первой) премии, также может вручаться вторая (специальная) — так в 2015 году первую премию получили ex-æquo объемистый дебютный роман Жана-Ноэля Оренго «Цветок столицы», о секс-туризме в Таиланде, и «Кровь» канадки Одре Вилельми — садомазохистская версия истории Синей Бороды, а премия в жанре документалистики досталась «Трем миллиардам развратников: Большой энциклопедии гомосексуальности», переизданию запрещенной книги 1973 года, осуществленному издательством «Акратия», принадлежащим анархисту-либертину Жан-Пьеру Дютёю.
В 2016 году премию Сада получила Аньес Жиар за книгу «Людское желание, Love Doll в Японии» об индустрии японских love doll — технологичной разновидности сексуальных кукол. Также были присуждены два специальных приза: за книгу об искусстве — Патрику Вальд-Лазовски за работу «Сцены удовольствия, либертинская гравюра», посвященную истории либертинского эстампа века Просвещения, и премия Анастази (премия цензуры) — американскому автору Дэннису Куперу, работающему в жанре квиркор (вульгаризованная смесь гомосексуализма и панка) — за каннибальско-садомазохистский роман 2011 года «Мраморный рой». Куперу, чей блог, заполнявшийся автором в течение 14 лет, компания Google без объяснения причин удалила 27 июня 2016, премия была присуждена с содержащей игру слов формулировкой: «за жесткую цензуру, жертвой которой всегда был Дэннис Купер (Dennis Cooper), работа которого была уничтожена не имеющими души сетевыми гигантами, кооперирующимися (coopérer) с наихудшими диктатурами планеты и устраивающими охоту на произведения, которые они считают непристойными».
В 2017 году премию получила книга «Мотель вуайериста», автором которой является известный американский журналист 85-летний Гэй Телиз, сотрудничающий с New York Times и Esquire, и в 2011 году удостоившийся премии Нормана Мейлера. 7 января 1980 года Телиз получил из Колорадо послание от некоего Джералда Фуса, который сообщал, что приобрёл мотель, имея единственную цель — подглядывать за постояльцами при помощи дырки, заботливо проделанной в потолке. Автор рассказывает о встрече с этим человеком и приводит выдержки из его записок (тот, в частности, был свидетелем убийства). Сэм Мендес собирается экранизировать эту историю.
Премия за первый роман досталась Рафаэлю Эмери за книгу «Порнарина: проститутка с лошадиной головой», сюжет которой представляет собой фантастическую историю про монстра, сеющего смерть по всей Европе. Специалист по монстрам 80-летний доктор Блазек преследует эту убийцу в компании своей приемной дочери-конторсионистки.
В двадцатую годовщину, в 2021 году, премия была разделена между романами Каролин де Мюлдер и Лео Барта. Героиня романа бельгийской писательницы Каролин де Мюлдер «Съесть Бемби», получившего также премию «Перебежчик» за лучший франкофонный полар, предводительница банды юных хулиганок 15-летняя Бемби пользуется шугардейтингом, чтобы вырваться из неустроенности. Отказываясь отдаваться зрелым мужчинам, она упорно защищается от каждодневного насилия. Согласно издательскому описанию роман «представляет собой размышление о женском насилии, волшебную антисказку-трэш эры Tinder'а, но также роман большой силы о сложных и иногда ненормальных отношениях матери-дочери».
Сюжетом романа Лео Барта «Принцесса Джоанна» является история юной Изы, ослепленной любовью к Филиппу и ради него согласившейся поступить на конный завод мадам Верон, чтобы подвергнуться дрессировке. Вступившая в фетишистский мир пони-гёрлз, она становится самой соблазнительной из пансионерок, но в конце концов любовник её бросает, оставляя с вопросом, стоило ли идти на подобные жертвы ради безумного чувства.
В 2022 году наградили бельгийскую писательницу Шарлотту Бурлар за её первый роман «Появление жизни», опубликованный издательством Inculte. В романе с юмором конструируется мрачная вселенная: молодой фотограф поселяется у пары бывших гробовщиков Мартин и изучает искусство таксидермии, пока мадам Мартин не предлагает ему поучаствовать в создании работы всей её жизни.

## Лауреаты
- 2001 — Катрин Милле — Сексуальная жизнь Катрин М. / La Vie sexuelle de Catherine M.
- 2002 — Ален Роб-Грийе — Вам звонит Градива / C’est Gradiva qui vous appelle
- 2003 — Луи Скорецки — Он бы вошел в легенду / Il entrerait dans la légende
- 2004 — Рюван Ожьен — Мысли о порнографии / Penser la pornographie
- 2005 — Жан Стрефф — Трактат о фетишизме для пользования юных поколений / Traité du fétichisme à l’usage des jeunes générations
- 2006 — Шозо Нума — Япу, человеко-скотина / Yapou, bétail humain
- 2007 — Деннис Купер — Шлюхи / Salopes
- 2008 — Шарль Робинсон — Гений сводничества / Génie du proxénétisme
- 2009 — Стефан Велю — Темп / Cadence
- 2010 — Жак Шессе — Последний безумец г-н де Сад / Le Dernier Crâne de M. de Sade
- 2011 — Тома Эрмон — Копрофил / Le Coprophile
- 2012 — Кристин Анго — Неделя каникул / Une semaine de vacances — отказалась от премии
- 2013 — Жан-Батист Дель Амо — Порнография / Pornographia
- 2014 — Ален Гироди — Здесь начинается ночь / Ici commence la nuit
- 2015 (ex-æquo) — Жан-Ноэль Оренго — Цветок столицы / La Fleur du Capital[K 1] и Одре Вилельми — Кровь / Les Sangs
- 2016 — Аньес Жиар — Людское желание, Love Doll в Японии / Un désir d’humain, les Love Doll au Japon
- 2017 — Гэй Телиз — Мотель вуайериста / The Voyeur’s Motel
- 2018 — Джонатан Литтелл — Старая история / Une vieille histoire
- 2019 (ex-æquo) — Кевен Ламбер — Вражда / Querelle и Кристоф Сьебер — Метафизика плоти / Métaphysique de la viande
- 2020 — Мари-Пьер Лафонтен — Сука / Chienne
- 2021 (ex-æquo) — Каролин де Мюлдер — Съесть Бемби / Manger Bambi и Лео Барт — Принцесса Джоанна / Princesse Johanna
- 2022 — Шарлотта Бурлар — Появление жизни / L’apparence du vivant
- 2023 — Грегори ле Флок — Глория, Глория / Gloria, Gloria

### Премия за первый роман
- 2001 — Эрик Бенье-Бюркель — Препод, хороший во всех отношениях / Un prof bien sous tout rapport
- 2017 — Рафаэль Эмери — Порнарина: проститутка с лошадиной головой / Pornarina: la prostituée-à-tête-de-cheval

### Премия за эссе
- 2004 — Рюван Ожьен — Мысли о порнографии / Penser la pornographie
- 2011 — Поль B. Пресьядо — Порнотопия, Плейбой и изобретение мультимедийной сексуальности / Pornotopie, Playboy et l’invention de la sexualité multimédia
- 2020 — Марк Ренвиль — Пастух-потрошитель. Архивы серийного убийцы / Vacher l'éventreur. Archives d’un tueur en série
- 2022 — Изабель Путин и Элизабет Люсce — Cnоварь кнута и порки / Dictionnaire du jouet et de la fesse

### Премия за книгу об искусстве
- 2006 — Жак Анрик и Жорж Амат — Ночные наваждения / Obsessions nocturnes
- 2016 — Патрик Вальд-Лазовски — Сцены удовольствия, либертинская гравюра / Scènes du plaisir, la gravure libertine
- 2019 — «Жан-Жак Лекё, зодчий фантазмов» / Jean-Jacques Lequeu, bâtisseur de fantasmes (каталог выставки)
- 2020 (ex-aequo) — Марк Мартин — Писсуары: Общественные туалеты, частная жизнь / Les Tasses — Toilettes publiques, affaires privées и Натали Латур — Церопластика / Céroplastie
- 2022 — Николя Станцик — Фантастика полуночи / Midi-Minuit Fantastique
- 2023 — Фредерика Абате — Энн ван дер Линден, наездница бури / Anne van der Linden, cavalière de la tempete

### Премия жюри
- 2009 — Пьер Буржад — Хвала фетишистам / Éloge des fétichistes

### Документальная премия
- 2012 — Жан-Пьер Буржерон — издание трех текстов из коллекции «Единственный Эрос» / Eros singuliers: Авиатор-фетишист / L’Aviateur fétichiste (2012), Марта де Сент-Анн / Marthe de Sainte-Anne (2011) и Кюре-травести / Le Curé travesti (2011)
- 2015 — Три миллиарда развратников: Большая энциклопедия гомосексуальности / Trois milliards de pervers : grande encyclopédie des homosexualités

### Премия Анастази
- 2016 — Дэннис Купер — Мраморный рой / The Marbled Swarm

## Комментарии
1. ↑  Также получил премию Флоры